# 球場郡

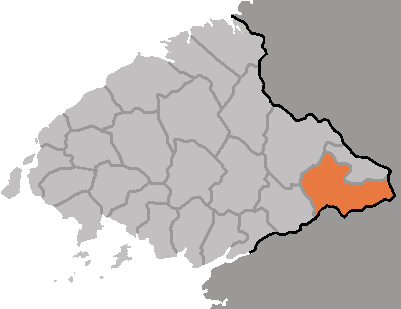

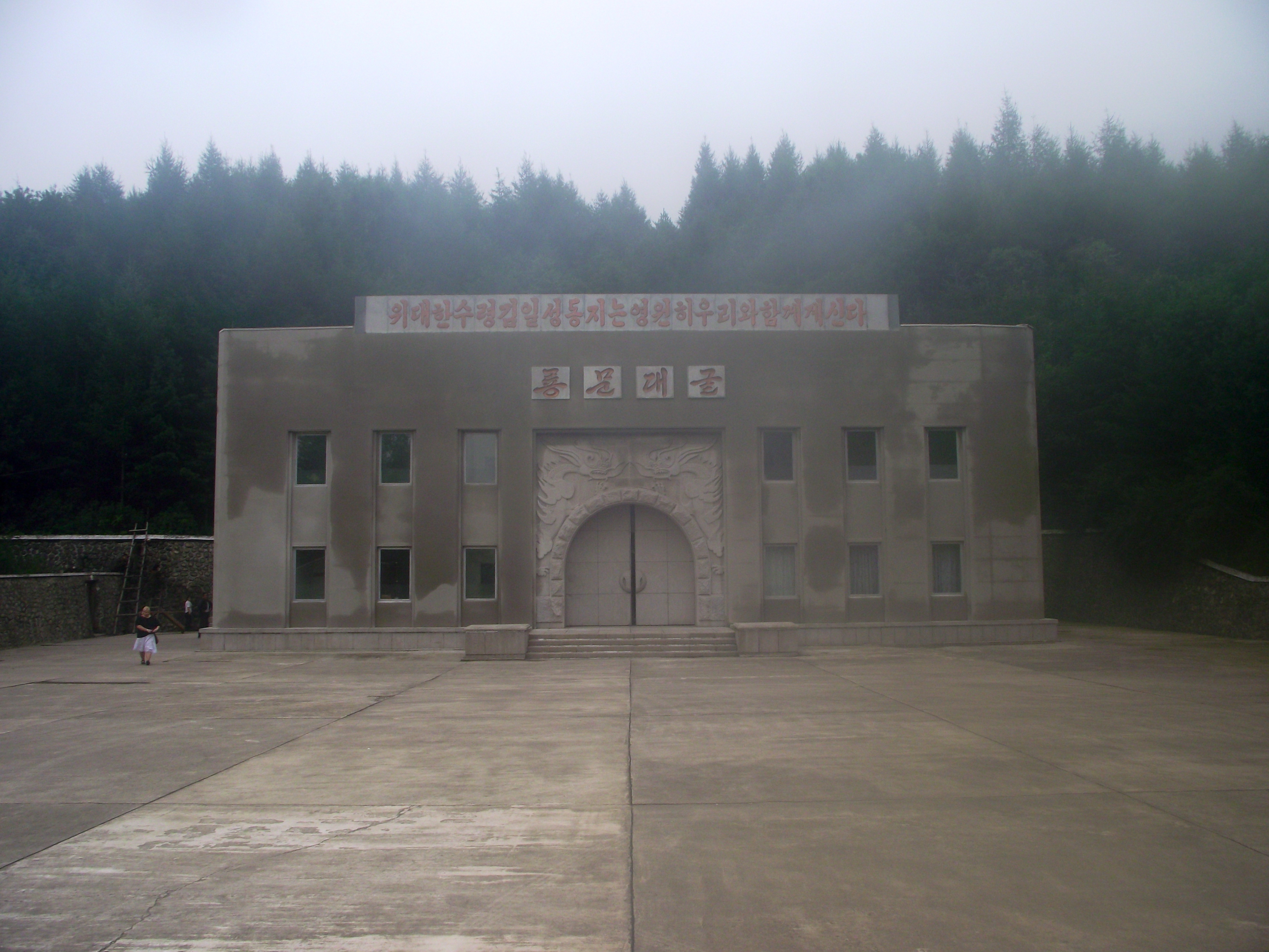
位于球场郡的龙门洞窟入口

球場郡（朝鲜语：／ Kujang gun）是朝鲜民主主义人民共和国平安北道東南部的郡，南界平安南道，清川江自東北向西南縱貫全郡。面積584平方公里。

## 區劃
1952年自寧邊郡分出。下分一邑、三勞動者區、二十三里。

## 经济
球场郡出产煤矿，是北韓主要的煤矿产区:25。

## 交通
德八线（德川－八院）与滿浦線交叉，连接至矿山。另有平德线、青年八院线、龙岩线及龙门煤矿线通过。

## 观光
2000年，包含龍門洞窟、白龍洞窟等的球場洞窟群入列世界自然遗产預備名单。牛岘里有宝月寺，始建于975年，1820年重建。龙登劳动者区有龙门寺。

## 电台
朝鲜民主主义人民共和国对外广播电台朝鲜之声在本郡设有短波发射台，目前有200千瓦短波发射机10部，还有15千瓦的短波发射机用于国内广播。